# Предраг Раос
Предраг Раос (хорв. Predrag Raos; нар. 23 червня 1951,Загреб) — хорватський романіст, новеліст і перекладач. 

## Біографія
Вивчав хімію на факультеті природничих наук Загребського університету, який закінчив 1975 року. Професійний письменник і перекладач. Син письменника Івана Раоса і брат-близнюк хіміка Ненада Раоса, автора науково-популярних книжок. На початку 1970-х відбув тюремне ув'язнення за участь у Хорватській весні, коли співпрацював у виданні «Studentski list».
Раос дебютував 1978 року молодіжним романом «22 вересня: роман про заміську екскурсію» (перевиданий у 1990 і 2004 роках), але найвизначніших успіхів досяг на ниві наукової фантастики. 1979 року видав «Аварія корабля біля Туле» — роман у двох томах, який виявив типові прийоми Раоса, які той буде використовувати у своїх науково-фантастичних творах: правдоподібне футуристичне бачення, основане на науці, та розм'якшення концепції жорсткого сай-фай (hard SF) шляхом уведення тем суспільних наук: соціологічної, культурної і філософської тематизації можливого майбутнього і викликів, які воно ставить перед людством і індивідуумом. «Nul effort» (1990) є найкращим вибором такої концепції і творчості Раоса. Схожі теми і високорозвинений літературний стиль Раос показує і в низці новел, що публікувалися здебільшого в часописі «Сіріус» 1980-х років (наприклад, «Біле», № 118; «Права півкуля», № 139;. «Скорпіон на язику», № 151).
У 1990-х після виключення зі Спілки хорватських письменників Раос публікується рідше, а після закриття «Сіріуса» у 1990 році рідше з'являються і його науково-фантастичні новели. 
Свій внесок у появу науково-фантастичних публікацій у незалежній Хорватії Раос зробив перекладами для перших приватних видавців наукової фантастики із середовища її представників 1980-х років (Даміра Мікулишича, Невена Античевича, Крсто А. Мажуранича, загребське видавництво Зденка Влаїнича).
Короткий роман «Маєрлінг» (1996), створений за однойменною радіо-п'єсою, продемонстрував стиль Раоса: тут і далі були його знамениті філософські мотиви, зі збільшеною дозою моралізму, але представлені через багатозначну структуру дуже короткого роману зі стриманою оповіддю. Науково-фантастичний роман для дітей «Від війни до зірок» (1996) — це один із перших творів на тему хорватської війни.
Друге тематичне коло Раоса — це пародійний гумор. У його науково-фантастичній творчості він проявляється у пародійних новелах (у «Сіріусі», цикл «Дурні історії») і в романі «Багато галасу даремно» (1985). Але пародія найбільш виражається в інших жанрах: детективному («Убийте Гамлета!», 1986) та еротичному («Ця сьогоднішня смородь», 2002). 
На сатиричний лад Раоса налаштувала хорватська політика (драма «Країна Морок», 1998; роман «Таємниця Піранського трикутника», 2002) та його полеміка зі Спілкою хорватських письменників, яка надихнула на книжку полеміки «Спійманий за вираз» (1995) та пародійні твори, як-от постмодерністський роман «Пригоди Суперкота Ціція, Королівського мухолова: книга для тих, хто любить кішок, а людей аж ніяк» (1998).
Лібрето для мюзикла «У житті все є гра» і сценічний монолог «Здоровий глузд» здобули премію Маріна Држича, а єдиний його драматичний твір, поставлений у професійному театрі, «Країна Морок», вилучили з репертуару в 1999 році через алюзію на Франьо Туджмана.
2006 року Раос випустив першу книжку п'єс «У житті все є гра: три мюзикли», в якій у драматичній формі переробив три свої раніші романи: «Убийте Гамлета!», «Від війни до зірок» і «22 вересня» (під назвою «У житті все є гра»).
2006 року Раос видав розлогий науково-фантастичний роман «Вертикаль», написаний у традиціях його ранніх романів «Аварія корабля біля Туле» і «Nul effort», тим самим означивши повернення до своїх давніх жанрових і тематичних уподобань. Після вступу у Спілку хорватських письменників опублікував ще кілька книжок і навіть отримав стипендію Міністерства культури для написання романів. У 2007 році видав товстий роман-фентезі «Let Nancija Konratata», а 2012 – філософсько-фентезійний роман «Книга про Іова» із задуманого циклу романів, до якого належав і «Let Nancija Konratata» і в якому людина в затворі звертається до Бога. Раос також почав знову з'являтися у ЗМІ: наприкінці 2006 року пройшов два раунди телешоу HRT «Піраміда» та виявився заарештованим разом із ведучим Робертом Князем у Єгипті, де записували телешоу каналу RTL «Коледжіцом по свієту». Він і досі регулярно з'являється у передачі «Нічний кошмар» Желька Малнара (загребський телеканал Z1). У 2013 році починає вести передачу «Мені не ясно». Через інцидент 28 листопада 2013 року на прес-конференції у приміщенні Спілки хорватських письменників його ще раз виключено з числа членів цього товариства.

## Твори

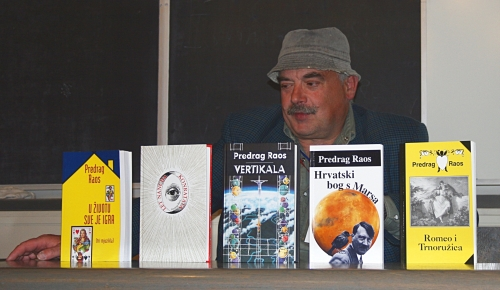
Предраг Раос із деякими з його творів

- 22. rujna: roman o jednom maturalcu, Zagreb 1978. (роман)
- Brodolom kod Thule, I–II, Zagreb 1979. (роман)
- Mnogo vike nizašto, Beograd 1985. (роман)
- Ubijte Hamleta! (pseud. Astor Petz), Trag, 228, Zagreb 1986. (роман)
- Nul effort: znanstveno-fantastički roman, Zagreb 1990. (роман)
- Uhvaćen za izraz: Ja i Moj protiv: Dragutina Tadijanovića, Marije Peakić-Mikuljan, Dubravka Horvatića, Славко МихаличSlavka Mihalića, Tonka Šoljana, Branimira Donata, Nedjeljka Fabrija et ostalorum sitnorum riborum, Zagreb 1995. (полеміка)
- Mayerling, Zagreb - Velika Gorica 1996. (роман)
- Doživljaji Supermačka Cicija Kraljevskog Muholovca: knjiga za sve koji vole mačke, a ljude baš ne, Zagreb 1996. (роман)
- Od rata do zvijezda, Zagreb 1996. (роман)
- Tajna Piranskog trokuta: domoljubni roman, Rijeka 2002. (роман)
- Ta današnja smradež (100 priča o jednom: najljepše gadosti starog šporkaćuna), Zagreb 2002. (еротичні повісті)
- Šargarepa: roman iz hrvatskog književnog života, Zagreb 2003. (роман)
- Vertikala, Zagreb 2006. (роман)
- U životu sve je igra: tri mjuzikla, Zagreb 2006. (пєси)
- Galeb Av Av i druge priče, Zagreb 2006. (короткі розповіді для дітей)
- Romeo i Trnoružica: četiri nježne priče, Zagreb 2007.
- Sve mlađa mama (mjuzikl za mlade u četiri čina), Zagreb 2007. (молодіжний мюзикл на чотири дії)
- Let Nancija Konratata, Zagreb 2007. (фентезійний роман)
- Škorpion na jeziku, Zagreb 2007. (науково-фантастичні повісті "Desna hemisfera", "Škorpion na jeziku" i "Bijelo")
- Naprijed natrag! (збірка типових партійних програм), Zagreb 2007. (публіцистика, пародія)
- Hrvatski bog s Marsa, Zagreb 2007. (збірка науково-фантастичних оповідань)
- Galeb Av Av i Galeb Gnjav Gnjav: igrokazi za djecu, Zagreb 2007.
- Sprijeda straga: zbirka tipskih stranačkih programa za ljude s posebnim potrebama, željama i idejama, Zagreb 2008. (публіцистика, пародія)
- Knjiga o Jobu, Zagreb 2012. (роман)

## Значні переклади
- Raymond Chandler, Veliki san (1984)
- J. G. Ballard, Sudar (1988)
- Tim Powers, Anubisova vrata (1988)
- Terry Pratchett, Boja magije (1993)
- Frederik Pohl, Dolaze kvantne mačke (1993)
- Michael Crichton, Sfera (1994)
- John Varley, Titan (1994), Čarobnica (1994), Demon (1995)
- Ray Bradbury, Mračna zemlja (1995), Stablo vještica (1996)
- Charles Dickens, Božićna pjesma (1996, 2004)
- Stephen King, Zelena milja, I-V (1996), Četiri iza ponoći, I-II (1996)
- Nick Cave, King Ink II (1997)
- Erich Fromm, Umijeće ljubavi (1997, 2000)
- George Lucas, Zvjezdani ratovi: nova nada (1997)
- Kim Stanley Robinson, Ledeni hram (1997)
- Stephen Baxter, Vremenski brodovi (1998)
- Charles Bukowski, Lovac ispod žita (1998)
- Poul Anderson, Planet djevica (2000)
- Hugh Lofting, Priča o doktoru Dolittleu (2000, 2004)
- William Gibson, Neuromancer (2001)
- Dean Koontz, Žestina (2001)
- Lewis Carroll, Alisa u Zemlji čudesa (2001, 2004)
- J. M. Barrie, Petar Pan (2001, 2004)
- H. G. Wells, Машина часу (роман)|Vremenski stroj (2001), Rat svjetova (2001)
- Amin Maalouf, Kršćanski barbari u Svetoj zemlji (2002)
- Oscar Wilde, Sretni princ i druge priče (2002)
- William Nicholson, Vjetar u vatri: Vjetropjev (2002.), Robovi gospodstva (2003), Vatropjev (2004)
- Charles Bukowski, Šund (2001.), Žene (2003.), Hollywood (2003)
- Lawrence Krauss, Fizika Zvjezdanih staza (2004)
- F. L. Baum, Čarobnjak iz Oza (2005)
- Henry Miller, Opus pistorum (2006)
- Ante Ciliga, U zemlji velike laži (2007)
- Elmore Leonard, Pronto (2009), Poganske bebe (2009), Gore u njenoj sobi (2009), Pomaganje neprijatelju (2010), Hot Kid (2010),

## Фільмографія
- «Poezija i revolucija - studentski štrajk 1971» (2000) (Раос з'являється на знімках із редакції видання «Studentski list», непідписаний)
- «Ajde, dan... prođi...» (2006) (епізодична роль - колишній пілот/в кафе аеропорту/)

## Премії
- 1986: Премія за наукову фантастику «СФЕРА», за роман «Багато галасу даремно».
- 1989: Премія за наукову фантастику «СФЕРА», за оповідання «Скорпіон на язику».
- 1991: Премія за наукову фантастику «СФЕРА», за роман «Nul effort».
- 1991: Премія ім. Лазара Комарчича[3][4] за роман «Nul effort».[5]
- 1997: Премія за наукову фантастику «СФЕРА», за роман «Від війни до зірок»».
- 2008: Премія за наукову фантастику «СФЕРА», за роман-фентезі «Let Nancija Konratata».